# Liste der Monuments historiques in Torcy-le-Petit (Aube)
Die Liste der Monuments historiques in Torcy-le-Petit führt die Monuments historiques in der französischen Gemeinde Torcy-le-Petit auf.

## Liste der Objekte
| Bezeichnung               | Beschreibung                                                        | Standort                        | Kennzeichnung | Schutzstatus | Datum | Bild |
| ------------------------- | ------------------------------------------------------------------- | ------------------------------- | ------------- | ------------ | ----- | ---- |
| Skulptur Madonna mit Kind | Kalkstein, farbig gefasst, 16. Jahrhundert; in der Mairie deponiert | in der Kirche St-Léonard (Lage) | PM10002221    | Classé       | 1913  |      |